# Latania loddigesii
Latania loddigesii é uma magnoliophyta da família Arecaceae. Endémica em Maurícia, está ameaçada por perda de habitat.